# Cal·lip de Siracusa
Cal·lip de Siracusa (Callippus, Κάλλιππος) fou un atenenc deixeble de Plató i amic de Dion o Dió de Siracusa. Un altre deixeble de Plató.
Va acompanyar Dió en el seu retorn a Siracusa, però aviat va formar una conspiració contra el seu amic que fou descoberta per la germana de Dió. Es va poder justificar però va haver d'accelerar els plans i va assassinar Dió. durant un festival dedicat a Persèfone (el 354 aC o potser el 353 aC) i va usurpar el govern de Siracusa amb ajuda d'un grup de mercenaris, però només el va conservar uns tretze mesos.
Els partidaris de Dió es van revoltar però foren derrotats. Una mica després, Hipparè o Hiparí (Hipparenos o Hipparinos) germà de Dionisi el jove, va arribar amb una flota i va derrotar Cal·lip, que va haver de fugir (352 aC). Al front dels seus mercenaris va passar per diverses ciutats sicilianes algunes de les quals va saquejar, però no es va poder mantenir en cap.
Llavors, unit a Leptines, va creuar a Itàlia amb els mercenaris i va assetjar Rhegium que estava ocupada per una guarnició de Dionisi el jove; la guarnició fou derrotada i es va retornar la llibertat a la ciutat i Cal·lip va assolir el govern de Rhegium. Va tractar malament els mercenaris i no va poder satisfer les seves peticions. Finalment fou assassinat pels seus propis amics Leptines i Polipercó, suposadament amb la mateixa espasa amb què havia assassinat Dió (vers 350 aC).